# 23. новембар
23. новембар (23.11.) је 327. дан године по грегоријанском календару (328. у преступној години). До краја године има још 38 дана.

## Догађаји
- 1174 — Саладин улази у Дамаск, и припаја га под своју контролу.
- 1248 — Освајање Севиље од стране хришћанских трупа предвођених краљем Фердинандом III од Кастиље.
- 1531 — Миром у Капелу завршен други грађански рат у Швајцарској. Римокатоличке области признате као део Швајцарске Конфедерације.
- 1831 — Дводневни штрајк лионских ткача прерастао у организован устанак лионских радника. Устаници заузели кључне пунктове у Лиону и успоставили привремену владу. Њихови захтеви за повећање надница нису прихваћени, а војска почетком децембра угушила устанак.
- 1889 — У салону Пале ројал у Сан Франциску постављен први џубокс.
- 1891 — Деодорода Фонсека, вођа преврата 1889. којим је оборено Бразилско царство, први председник Бразила, због сукоба с Конгресом присиљен да напусти положај.
- 1914 — Мексичка револуција: последње америчке јединице су повучене из Веракруза, којег су биле заузеле пре седам месеци као одговор на Тампико аферу.
- 1932 — Спајањем краљевстава Неџд и Хиџаз формирана Краљевина Саудијска Арабија, с краљем Абдулом Азиром ибн Саудом.
- 1961 — Доминиканска Република променила назив главног града Сиудад Трухиљо у Санто Доминго.
- 1971 — Кина је постала стална чланица Савета безбедности Уједињених нација.
- 1980 — У земљотресу који је погодио град Еболи у јужној Италији погинуло 2.735 особа, повређено најмање 7.500.
- 1983 — СССР напустио разговоре о ограничењу наоружања у Женеви у знак протеста због размештања крстарећих ракета САД у Европи.
- 1989 — Око 300.000 људи се окупило на централном тргу Вацлавске намести у Прагу захтевајући демократске реформе у Чехословачкој.
- 1996 — Отети етиопски „Боинг 767” са 163 путника и 12 чланова посаде је пао у море близу Коморских острва пошто је остао без горива, при чему је погинуло 125 особа.
- 1999 — Председник САД Бил Клинтон стигао на Космет, где је посетио америчку војну базу Бондстил код Урошевца и разговарао с представницима Срба и косовских Албанаца. Клинтон од Албанаца тражио да опросте Србима и поручио им да је време за борбу прошло.
- 2001 —
  - У сукобима Израелаца и Палестинаца на Западној обали убијен вођа војног крила Хамаса Махмуд Абу Ханод.
  - Трибунал у Хагу подигао трећу оптужницу против бившег председника Југославије Слободана Милошевића, за геноцид у Босни и Херцеговини. Милошевић раније оптужен за злочине на Косову и Хрватској.
- 2002 — Нови премијер Пакистана Мир Зафарула Кан Џамали положио заклетву и формално успоставио цивилну власти после трогодишње војне диктатуре.
- 2003 — Под притиском демонстраната и опозиције, дугогодишњи председник Грузије Едуард Шеварнадзе поднео оставку због оптужбе око фалсификовања изборних резултата.
- 2011 — Арапско пролеће: После 11 месеци протеста у Јемену, председник Јемена Али Абдулах Салех је потписао споразум о преносу овлашћења на потпредседника, у замену за правни имунитет.
- 2021 — Најмање 46 људи погинуло је у саобраћајној несрећи након што се путнички аутобус из Северне Македоније запалио у Бугарској.

## Рођења
- 870 — Александар, византијски цар. (прем. 913)[1]
- 912 — Отон I Велики, немачки краљ и цар Светог римског царства. (прем. 973)[2]
- 1221 — Алфонсо X Учени, краљ Кастиље и Леона. (прем. 1284)[3]
- 1804 — Френклин Пирс, амерички генерал, адвокат и политичар, 14. председник Сједињених Америчких Држава. (прем. 1869)
- 1869 — Валдемар Поулсен, дански инжењер. (прем. 1942)
- 1875 — Анатолиј Луначарски, руски новинар и политичар. (прем. 1933)
- 1876 — Мануел де Фаља, шпански композитор. (прем. 1946)
- 1881 — Милица Јанковић, српска књижевница. (прем. 1939)[4]
- 1887 — Борис Карлоф, енглески глумац. (прем. 1969)[5]
- 1887 — Хенри Мозли, енглески физичар. (прем. 1915)[6]
- 1933 — Кшиштоф Пендерецки, пољски композитор и диригент. (прем. 2020)[7]
- 1936 — Драгослав Лазић, српски редитељ и сценариста. (прем. 2024)
- 1941 — Франко Неро, италијански глумац.[8]
- 1943 — Петар Сканси, хрватски кошаркаш и кошаркашки тренер. (прем. 2022)[9]
- 1965 — Лидија Бајук, хрватска музичарка и песникиња.
- 1966 — Венсан Касел, француски глумац.[10]
- 1972 — Вероника Авлав, америчка порнографска глумица.
- 1979 — Кели Брук, енглеска глумица, модел и ТВ водитељка.[11]
- 1983 — Јелена Костов, српска певачица.
- 1986 — Иван Бандаловски, бугарски фудбалер.
- 1990 — Мирза Селимовић, босанскохерцеговачки певач.
- 1991 — Марко Јеремић, српски кошаркаш.
- 1992 — Мајли Сајрус, америчка музичарка и глумица.[12]
- 1992 — Мими Мерцедез, српска хип-хоп музичарка.

## Смрти
- 1824 — Фјодор Алексејев, руски сликар. (рођ. отприлике 1753)
- 1919 — Хенри Гант, амерички машински инжењер, најпознатији по раду на пољу развоја научног менаџмента и по стварању Гантовог дијаграма. (рођ. 1861)
- 1934 — Ђовани Брунеро, италијански бициклиста. (рођ. 1895)
- 1979 — Мерл Оберон, британска глумица. (рођ. 1911)
- 1990 — Роалд Дал, британски књижевник и сценариста. (рођ. 1916)
- 1991 — Клаус Кински, немачки глумац. (рођ. 1926)
- 1995 — Луј Мал, француски редитељ, сценариста и продуцент. (рођ. 1932)
- 2006 — Александар Литвињенко, руски обавештајац. (рођ. 1962)
- 2006 — Филип Ноаре, француски глумац. (рођ. 1930)
- 2012 — Лари Хагман, амерички глумац, редитељ и продуцент. (рођ. 1931)
- 2014 — Олга Савић, српска глумица. (рођ. 1934)
- 2022 — Милован Данојлић, српски писац, песник, есејиста, књижевни критичар и преводилац. (прем. 1937)
- 2022 — Пуриша Ђорђевић, српски редитељ и сценариста. (рођ. 1924)

## Празници и дани сећања
Српска православна црква данас слави:
- Свети апостоли Олимп, Ераст, Иродион и други с њима
- Свети мученик Орест
- Свети Нон, епископ илиопољски
- Свети свештеномученик Милије и два ученика његова
- Свети мученик Калиопије
- Свети преподобни Теостирикт
- Свети преподобни Мартин таракински
- Свети мученик Kонстантин, кнез грузински
- Свети мученик Орион
- Свети мученик Нир
- Свети мученици Тимотеј и Мавра
- Сећање на муке светог великомученика Георгија